# 西山昌次
西山 昌次（にしやま まさつぐ）は、戦国時代から安土桃山時代の武将。

## 生涯
甲斐巨摩郡西山の武士。武田信玄に仕え、その嫡男義信付きとなる。永禄4年（1561年）第四次川中島の戦いでは鉄砲隊を率いて戦い武功があったが、重傷を負って以後は歩行に難があった。天正10年（1582年）武田氏滅亡後は徳川家康に仕えて鉄砲隊を預けられる。天正12年（1584年）小牧・長久手の戦いで長男昌寛が戦死。天正18年（1590年）武蔵高麗郡に120余石を与えられ、八王子城番となった。